# Хроніки Буресвітла
«Хроніки буресвітла» — це серія фантастичних романів, написана американським письменником Брендоном Сандерсоном, яка має складатися з десяти книг. Станом на 2025 рік серія налічує п’ять опублікованих романів і дві повісті, дія яких розгортається у всесвіті Космер. Перший роман «Шлях королів» був опублікований 31 серпня 2010 року. Другий роман «Слова променистого ордену» був опублікований у 2014 році та дебютував під номером один у списку бестселерів The New York Times. За цим послідували «Присяжник» у 2017 році та «Ритм війни» у 2020 році. П’ятий роман «Wind and Truth» вийшов 6 грудня 2024 року. Сандерсон зазначив, що він розпочне написання другої половини серії після того, як допише третю еру циклу «З-імли-народжені» і два сиквели «Елантрісу».

## Історія публікації
Сандерсон завершив першу чернетку «Шляху королів» у 2003 році і спочатку називав його частиною майбутньої серії під назвою «The Oathshards Series». Перша чернетка рукопису була серед понад десятка книг, написаних Сандерсоном до публікації його дебютного роману «Елантріс» (2005). Шість розділів цієї ранньої версії були включені в антологію Altered Perceptions (2014), а оригінальна версія книги залишається доступною на офіційному вебсайті автора.
Опублікована книга суттєво відрізняється від оригінального рукопису через значну зміну тексту перед публікацією в 2010 році. З червня по серпень 2010 року Tor Books публікував фрагменти розділів із «Шляху королів» на своєму офіційному вебсайті разом із вступним словом Сандерсона. У перший тиждень виходу «Шлях королів» був №7 у списку бестселерів The New York Times. У наступні тижні книга була № 11, № 20, і № 25.
У жовтні 2010 року Брендон Сандерсон зазначив, що він планує випустити другу книгу серії в 2012 році, приблизно через рік після того, як допише «Пам’ять світла», фінальну книгу серії «Колесо часу». Однак після завершення першої чернетки «Пам’яті світла» Сандерсон сказав, що випуск книги буде відкладено до 2014 року.  Друга книга спочатку мала назву «Великий князь війни» (що напряму відсилає до Далінара), але Сандерсон вирішив зосередити її на Шаллан, умовно назвавши «Книга нескінченних сторінок» і зрештою зупинившись на «Словах променистого ордену», а вже третій роман концентрувався на Далінарі й мав назву «Присяжник».  
Першу чернетку четвертої книги було завершено в грудні 2019 року. Назва, «Ритм війни», була оголошена на вебсайті Tor 10 лютого 2020 року, а обкладинка була представлена через шість місяців. Книга була закінчена в липні 2020 року. У дописі на Facebook автор сказав, що остаточна кількість слів становить «приблизно 460 000», що відповідає довжині «Присяжника», і книга матиме 112 розділів, а також інтерлюдії, пролог і епілог з різними номерами. «Ритм війни» вийшов 17 листопада 2020 року.

## Книги
| #       | Назва                     | Кількість сторінок (англ. тверда обкладинка) | Кількість сторінок (укр.) | Глави | Слова (англ.) | Аудіо (англ.) | Дата публікації (англ.) |
| ------- | ------------------------- | -------------------------------------------- | ------------------------- | ----- | ------------- | ------------- | ----------------------- |
| 1       | Шлях королів              | 1,001                                        | 1,152                     | 75    | 383,389       | 45г 34хв      | 31 серпня 2010          |
| 2       | Слова променистого ордену | 1,080                                        | 1,248                     | 89    | 399,431       | 48г 14хв      | 4 березня 2014          |
| 2.5     | Edgedancer (новела)       | 272                                          |                           | 20    | 40,666        | 6г 26хв       | 22 листопада 2016       |
| 3       | Присяжник                 | 1,233                                        | 1,376                     | 122   | 451,912       | 55г 02хв      | 14 листопада 2017       |
| 3.5     | Dawnshard (новела)        | 269                                          |                           | 21    | 56,282        | 7г 10хв       | 5 листопада 2020        |
| 4       | Ритм війни                | 1,232                                        | 1,360                     | 117   | 455,891       | 57г 26хв      | 17 листопада 2020       |
| 4.5     | Horneater (новела)        |                                              |                           |       |               |               | грудень 2026            |
| 5       | Wind and Truth            | 1,344                                        |                           | 147   | 491,000       | 62г 48хв      | 6 грудня 2024           |
| Загалом | Загалом                   | 6,431                                        | 2,736                     | 591   | ~2,280,000    | 282г 40хв     | 2010–досьогодні         |

У серії заплановано десять книг, розділених на два цикли по п’ять книг у кожному. Сандерсон каже, що друга половина стане «продовженням» першої серії і в ній з'являться деякі персонажі перших п'яти романів. Найбільший таймскіп у серії відбудеться між п’ятою та шостою книгами.
Станом на 2025 рік видано дві повісті. Дія першої під назвою «Edgedancer» із головною персонажкою Цуп розгортається між «Словами променистого ордену» та «Присяжником» і спочатку була опублікована в Arcanum Unbounded: The Cosmere Collection у 2016 році. Окреме видання Edgedancer було опубліковано 17 жовтня 2017 року. Друга новела, Dawnshard, з персонажами Рисн і Лопеном, була опублікована в листопаді 2020 року, а дія розгортається в однорічний проміжок між «Присяжником» і «Ритмом війни». 

## Персонажі
- Каладін: Темноокий з Алеткару. Затаврований як раб, він змушений служити мостонавідником, щоб дозволити військам перетинати великі каньйони Розколотих рівнин.
- Сет-син-син-Валлано: Вбивця з країни Шиновар. Він називає себе «Заблудлий», який повинен служити тим, хто носить його Камінь Клятви.
- Шаллан Давар: Неповнолітня світловолоса з Я-Кеведу. Її сім'я переживає важкі часи після смерті батька. Вона прагне, щоб її прийняли як підопічну та ученицю відомої вченої Ясни Холін, сестри короля Елгокара з Алеткару.
- Далінар Холін: Великий князь Алеткарк, брат вбитого короля Гавілара, дядько нинішнього короля. Має прізвисько Чорношип. Генерал, який допоміг об'єднати королівство разом зі своїм братом Гавіларом, але тепер має дивні видання під час великобур.
- Адолін Холін: Світлоокий з Алеткару і спадкоємець великого князя Далінара. Вправний дуелянт і Повний Сколкозброєць, він любить і поважає свого батька, хоча і боїться, що той збожеволів.
- Навані Холін: вдова короля Гавілара, мати короля Елгокара та Ясни. Вправна артіфабріаністка — створює пристрої, відомі як фабріали.
- Ясна Холін: сестра короля Алеткара і найвидатніша вчена в Рошарі. Здебільшого вважається єретичкою через відкидання релігії Воринізму.
- Тараванджіан: король міста-королівства Харбранта.

## Світоустрій

### Світ
Рошар — рідна назва планети, на якій розгортаються події Хронік буресвітла. Також це назва суперконтиненту, на якому відбуваються основні події серії. Планета була заселена двома Сколками — Гонором і Культивацією, а їхній суперник Одіозум здійснює свій вплив на планету. Жителів Рошару називають рошарцями. Рошар є другою планетою від свого сонця та має три супутники, кожен із яких зростає та спадає окремо від інших.  Світ регулярно атакують Великобурі, шторми, які характеризуються дуже сильним штормовим фронтом, що рухається зі сходу на захід (починаючи з Першопочатку), за яким йдуть слабкіші дощі. Землі в Шиноварі, найдальшому на заході головного континенту Рошар, здебільшого захищені від Великобурь високими вершинами Туманних гір. Більшість рослин, що ростуть у Шиноварі, які нагадують реальне рослинне життя, не можуть рости в інших частинах Рошару. Великобурі трапляються часто, і, хоча вони, здається, не йдуть за простою схемою, буревартівники можуть точно передбачити їхній прихід за допомогою складної математики. Флора і фауна еволюціонували, щоб справлятися з цими умовами. 

#### Нації та регіони
Протягом Епохи Вісників Рошаром правила коаліція десяти націй, відомих як Срібні королівства. В Епоху Самотності, після відходу Вісників і зникнення Ордену променистих лицарів, ці королівства розпалися на менші, серед них найважливіші:
- Алеткар
- Я-Кевед
- Гердаз
- Тайлена
- Міста Харбрант і Новий Натанан в Морозних землях
- Численні країни макабакі, з яких Азір є найвідомішим
- Шиновар
- Ріра та Ірі

### Раси
Хроніки Буресвітла містить кілька різних рас, більшість з яких належать до різних етносів людей або частково людей. Деякі з цих рас включають:
- Тайленці: відомі торговці з острівної держави. У них довгі брови, які часто закладають за вуха.
- Алеті: жителі Алеткару, належать до однієї з націй, які дотримуються релігії воринізму. Відомі своєю військовою спадщиною та мають смагляву шкіру та темне волосся.
- Веденці: уродженці воринського королівства Я-Кевед, для них характерна бліда шкіра та темне волосся.
- Натанці: вихідці з воринського королівства Новий Натанан. Натанці часто носять рукавички та мають злегка синювату шкіру.
- Ункалакі (Рогоїди): порівняно рідкісна раса, інші рази називають їх Рогоїдами, оскільки Ункалакі вважають роги, панцири та кігті тварин делікатесом. У них руде волосся і темна шкіра, а їх зріст перевищує 7 футів (2,1 м). Батьківщина Ункалакі знаходиться в горах Я-Кеведу. Їх культура дуже відрізняється від інших воринських культур.
- Паршенді (співуни/слухачі): нелюдська раса, що живе на Розколотих рівнинах. Інші раси вважають паршенді дикунами через їх культуру та минулі вчинки. Вони мають мармурову червоно-білу або червоно-чорну шкіру, з унікальними для кожної особини візерунками, і екзоскелет, який працює як природна броня. Вони ведуть війну з алеті під час основної хронології роману. Вони використовують спренів, щоб змінювати подоби, кожна з яких має унікальну функцію та набір здібностей. Ці подоби також змінюють зовнішній вигляд паршенді, які їх використовують, наприклад, прийняття військової подоби робить їх більш фізично сильними та надає їм мислення солдата. Робоча подоба дозволяє їм бути витривалішими для виконання фізичної праці. Вони також спілкуються за допомогою пісень і ритмів у своїх головах. На початку серії багато представників цього виду знаходяться в розумово обмеженій формі, відомій як паршмени, які поневолені різними групами людей.
- Шинійці: раса, яка походить із регіону Шиновар, має білу шкіру та відсутність епікантичних складок (на відміну від інших рас). Вони нижчі за більшість інших рас, у середньому п’ять футів (152 см). Вони також мають більші та кругліші очі.
- Макабакі: уродженці Азіру та сусідніх країн, мають темну шкіру та волосся.

### Класова структура
Значна частина «Шляху королів» відбувається в країнах Алеткар та Я-Кевед. Обидві ці нації поділяють своїх людей на класи, насамперед за кольором очей. Ті, у кого темні очі (карі, темно-зелені, вугільно-сірі), переважно селяни (і навіть можуть бути рабами). Люди зі світлим кольором очей (блакитні, жовті, світло-зелені, фіолетові, помаранчеві тощо) належать до дворян і, як правило, до більш освіченого правлячого класу. У межах цих класів існують інші класові відмінності, відомі як нани (для темнооких) і дани (для світлооких). Обидва мають по десять рівнів. Для нана вони варіюються від рабів у 10-му нані до повноправних громадян із правом пересування у другому та першому нані. У системі дана світлоокі в 10-му дані вважаються лише трохи кращими за темнооких, і дуже багатий темноокий чоловік або жінка можуть одружитися з надзвичайно бідним представником світлооких, у дуже рідкісних випадках. Перший дан складається лише з короля. Відомо, що люди з темними очима можуть отримати світлі очі, отримавши Сколки, надприродну зброю в цьому світі.

### Спрени
Спрени — це духи, яких приваблюють різні обставини чи емоції. Їх існують тисячі різновидів. Один з персонажів, Гесіна, мати Каладіна, каже: «Спрени з’являються, коли щось змінюється — коли з’являється страх або коли починається дощ. Вони є серцем змін, а отже, серцем усього».  Їхній інтелект різниться, причому Криптики (також відомі як спрени брехні, хоча вони самі не люблять цей термін) і Спрени честі є одними з найрозумніших. Водночас більш поширені спрени, які розглядаються як сили природи/емоцій, які мають незначний інтелект або взагалі його не мають. Ясна Холін також згадує, що 10 орденів Променистих лицарів черпали свою силу від спренів. Деякі відомі спрени: Сил, спрен честі, пов'язана з Каладіном, що дає йому силу Вітробігуна; Фрактал, криптик, який створив зв'язок із Шаллан; і спрен культивації В'юнок, який зв'язався зі злодійкою Цуп. Далінар Холін також має свого спрена, Батько бурь, хоча робить це в нетрадиційний спосіб. Ясна пов'язалась з чорнильним спреном під іменем Лід.
Деякі спрени, такі як спрени вогню, мають спільні характеристики з поточними спостереженнями в квантовій механіці та ґрунтуються на них. Наприклад, коли за ними спостерігають, вони залишаються в стабільному стані, але при більш ретельному дослідженні з'ясовуються, що вони змінюють форму.
Як показано в другій книзі, спрени — це «концепції та ідеї», яким надана фізична форма людською колективною підсвідомістю. Серед багатьох форм спренів деякі є розумними, мають самосвідомість і навіть побудували власні міста. Вони живуть у Гадесмарі та часто переходять у фізичний світ. У Гадесмарі море та земля поміняні місцями, суша на Рошарі — це море чорних намистин у Гадесмарі, кожна з яких відповідає предмету в Рошарі.

### Релігія
Значна частина світу дотримується воринізму. Ця релігія розповідає про боротьбу між Спустошувачами та людством. Спустошувачі вигнали людство з їх раю, який тут називається Ідилічними покоями. Вони вірять, що після смерті душа продовжує виконувати свою минулу роль, але повертається до Ідилічних покоїв. В Алеткарі найвище покликання людини — бути воїном у житті, щоб залишатися воїном у загробному житті. У релігії також розповідається про Загублених Променистих — орден, який колись боровся проти Спустошувачів під час воєн, відомих як Руйнації. Воринізм дав Променистим лицарям прізвисько «Загублені Променисті» після того, як вони, як вважається, зрадили людство в якийсь момент у далекому минулому. Послідовники цієї релігії стверджують, що Всевишній дає кожному таланти, і що вибір Покликання — це спосіб присвятити своє життя використанню цих талантів. За їх віруванням, Покликання — це завдання, якому людина присвячує своє життя. Воно розглядається як поклоніння Всевишньому у найфундаментальніший спосіб, що має життєво важливе значення для віри.
Тих, хто заперечує існування Всемогутнього, як-от Ясна Холін, називають єретиками. У «Шляху королів» також згадані і послідовники інших релігій, — кам’яні шамани, ісперисти та маакіани.

### Сколкозброя та Сколкозбруя
Сколкозброя — це потужні мечі, здатні з легкістю прорізати будь-яку неживу матерію. При застосуванні на живих істотах вони можуть убити або покалічити одним порізом лезом, що проходить через живу душу. Якщо таким мечем вдарити по кінцівці, вона перестає функціонувати. Єдині відомі засоби захисту від Сколкозброї — це Сколкозбруя, стародавній і магічний тип обладунків на все тіло, інша Сколкозброя або алюмінієвий клинок (згідно з «Ритмом війни»). Ті, хто володіє Сколкозброєю, можуть викликати свій клинок із повітря за десять ударів серця та можуть змусити свій клинок зникнути за бажанням. Такі клинки рідкісні та високо цінуються, і, за оцінками, відомо про існування менше як ста клинків. 
Сколкозбруя — це повна латна броня, яка одночасно захищає та зміцнює того, хто її носить. Броня забезпечує захист від Сколкозброї, оскільки того, хто носить броню, не можна «зав’язати» безпосередньо.  Повторні удари в одне і те ж місце на броні звичайною зброєю або Сколкозброєю можуть призвести до того, що броня трісне та зламається. Броню можна відремонтувати або «відростити», хоча це займає багато часу.
Повноцінний носій осколків, який володіє як Сколкозброєю, так і Сколкозбруєю, — це сила, здатна самостійно змінити хід битви. Каладін і Сил висловлюють огиду до Сколкозброї, якими володіють алеті. Під час видінь Далінара він бачить Променистих лицарів, які носять Сколкозбрую і володіють Сколокзброєю, але він зауважує, що броня, яку носять Променисті, світиться. Крім того, кількість клинків і броні, які носять Променисті, набагато більша, ніж кількість, що залишилася у світі на основній часовій шкалі Шляху Королів . Більшість Сколкозброї — це фактично мертві спрени, які оживають на певний період часу, налаштовуючись на серцебиття свого власника.
Сколкозбройці, якими володіють Променисті лицарі, — це спрени Променистих, які приймають фізичну форму зброї (часто меча, але може мати форму будь-якої зброї чи щита). Отже, ці Сколкозбройці є фізичним проявом живого спрена. «Живі» Сколкозбройці можна викликати миттєво, не чекаючи десять ударів серця. Є також десять Клинків Честі, які надають сили одного з орденів Променистих. Ця зброя не є фізичним проявом спрена, мертвого чи живого, і нею володіли Вісники, доки дев’ять із них не були покинуті наприкінці Агарієтаму, або Останньої руйнації. Сет, вбивця в білому, використовує Клинок Честі Джезріена в перших двох книгах, а Вісник Налан, володіє Клинком Честі Неболамів.

## Магія

### Приборкування сплесків
Приборкування сплесків — це магічна система, що охоплює десять типів Сплесків, які є фундаментальними силами природи. Людина, яка може використовувати Буресвітло для поєднання двох природних Сплесків, називається Приборкувач Сплесків. Спершу Сколки на Рошарі не передбачали існування Приборкувачі Сплесків, оскільки цю магічну силу принесло у світ людство після того, як знищило нею свій рідний світ Ашин.
Вітробігунство — це здатність, у якій власник використовує силу Буресвітла, щоб впливати на гравітацію та адгезію. Це описано трьома методами, відомими як «Три Викиди». Простий Викид змінює напрямок гравітаційного тяжіння для особи (що призводить до того, що людину тягне до іншого об’єкта чи напрямку, а не до центру планети). Повний Викид описується як створення майже непорушного зв’язку між двома об’єктами, доки Буресвітло не розсіється. Зворотній Викид змушує об’єкт мати набагато сильніше гравітаційне тяжіння, змушуючи інші об’єкти тягнутися до нього.

#### Променисті лицарі
Променисті лицарі виникли завдяки спренам, які копіювали здібності Вісників, отримані через Клинки Честі. Променисті отримали силу через спренів, поєгавшись з ним через Нагель-зв’язок. Такий зв'язок надає свідомість спрену, водночас надаючи людині здатності Приборкування Сплесків. Два приклади: Сильфрена, спрен честі, яка пов'язана з Каладіном, що дає йому силу Приборкувача Сплесків; і Фрактал, спрен брехні (криптик), який має зв'язок з Шаллан, надаючи їй силу Дешузаклинати і створювати ілюзії.
Променисті Лицарі жили відповідно до п’яти ідеалів свого ордену, які називалися Безсмертними словами, причому перший ідеал був однаковим для кожного ордену: Важить життя, а не смерть, важить сила, а не слабкість, важить шлях, а не прибуття. Інші чотири ідеали відрізняються для кожного ордену, за винятком ордену Святлопрядильників, який має лише Перший Ідеал. Натомість Світлопрядильники повинні визнати правду, щоб прогресувати. Наприклад, клятви Каладіна як Вітробігуна часто стосуються захисту інших; у кульмінаційному моменті «Шляху королів» він промовляє такий Другий Ідеал: «Я захищатиму тих, хто не може захистити себе», тоді як другий ідеал Вістрехідки Цуп стосується пам’яті.

##### Ордени Променистих Лицарів
- Вітробігуни (Windrunners): керують Сплесками адгезії та гравітації. Пов'язані зі спренами честі.
- Неболами (Skybreakers): керують Сплесками гравітації та сепарації. Пов'язані з вищими спренами.
- Розпорошувачі (Dustbringers): керують Сплесками сепарації та абразії. Пов'язані зі спренами попелу.
- Вістреходи (Edgedancers): керують Сплесками абразії та прогресії. Пов'язані зі спренами культивації.
- Споглядальники істини (Truthwatchers): керують Сплесками прогресії та ілюмінації. Пов’язаний зі спренами туману.
- Світлопрядильники (Lightweavers): керують Сплесками ілюмінації та трансформації. Пов’язаний зі спренами брехні (криптики).
- Прикликачі потойбічного (Elsecallers): керують Слесками трансформації та транспортації. Пов'язані з чорнильними спренами.
- Втілювачі волі (Willshapers): курують Сплесками транспортації та когезії. Пов’язаний зі спренами світла.
- Каменестражі (Stonewards): керують Сплесками когезії та тензії. Пов’язаний зі спренами піків.
- Виковувачі уз (Bondsmiths): керують Сплесками тензії та адгезії. Пов’язаний з одним із трьох унікальних спренів (Охоронниця ночі, Батько Бурі та Родич). Тому Виковувачів уз одночасно може бути лише три.[52]

### Душезаклинання та Гадесмар
Душезаклинання — це практика, коли об’єкти змінюються з однієї форми на іншу. Завдяки ньому можна перетворювати камінь на дим, очищати кров від отрут і створювати їжу. Дущезаклинання здійснюється за допомогою пристрою, який називається Душезаклиначем, і який живиться дорогоцінними каменями, просоченими Буресвітлом. Тип дорогоцінного каменю, розміщеного всередині Душезаклинача, визначає, що він може перетворити. З кожним використанням Заклинача душ існує ймовірність того, що дорогоцінний камінь трісне та знищиться, особливо коли змінюється велика кількість матерії. В основному Душезаклинанням займаються адепти релігії воринізму, проте є кілька винятків. Управитель батька Шаллан також вмів це робити , оскільки використовував його Душезаклинач.
Наприкінці «Шляху королів» Ясна Холін і Шаллан здатні користуватись магією, якасхода на Душезаклинання, але не потребує використання Душезаклинача і не вимагає, щоб користувач магії перебував у фізичному контакті з об’єктом, який перетворюється.

### Приборкування порожнечі
Приборкування порожнечі включає різноманітні інші типи магії, пов’язані з Одіозумом, наприклад, деякі форми, які Паршенді/Співуни можуть прийняти, що наближає їх до ідеалів Одіозума.

### Стара магія
Дуже мало відомо про Стару Магію, набір сил, виняткових для богині Культивації. Його найпоширенішими ефектами є ті, які надає її могутній спрен, Охоронниця ночі, яка дарує благодаті та прокляття тим, хто звертається до неї за допомогою; будь-яке надане благо компенсується обов’язковим застосуванням прокляття. Прохачі часто виявляють, що благословення надається не так, як вони очікували, оскільки Охоронниця ночі не завжди розуміє людські бажання та звичаї; погано сформульовані прохання можуть мати незадовільні результати. 